# هفوی (مریلند)
هفوی (به انگلیسی: Halfway) شهری در ایالت مریلند کشور ایالات متحده آمریکا است که جمعیت آن در سرشماری سال ۲۰۱۰ میلادی، ۱۰٬۷۰۱ نفر بوده‌است.